# Equipa continental
Uma equipa continental é uma equipa de ciclismo que participa em provas das circuitos continentais de ciclismo, inscrita junto da União Ciclista Internacional, e reconhecida e certificada pela federação nacional da nacionalidade da maioria dos seus corredores.
Esta categoria de equipa ciclista existe desde a reforma da União Ciclista Internacional de 2005 que cria o UCI ProTour e os circuitos continentais. Duas outras categorias de equipas são saídas desta reforma : equipas ProTour e os equipas continentais profissionais.

## Evolução
Abaixo encontra-se a evolução das divisões das equipas do ciclismo internacional masculina.
| Anos          | Primeira divisão    | Segunda divisão                 | Terceira divisão      |
| ------------- | ------------------- | ------------------------------- | --------------------- |
| Antes de 2005 | Grupo Desportista I | Grupo Desportista II            | Grupo Desportista III |
| 2005-2014     | UCI ProTeam         | equipa continental profissional | equipa continental    |
| 2015-2019     | UCI WorldTeam       | equipa continental profissional | equipa continental    |
| Desde 2020    | UCI WorldTeam       | UCI ProTeam                     | equipa continental    |

## Regulamentação estatuto e registo
« Uma equipa continental [...] é uma equipa de corredores em estrada reconhecida e certificada pela federação nacional da nacionalidade da maioria dos seus corredores para participar às provas dos calendários internacionais estrada ». Está registada para um ano, do 1.º janeiro a 31 de dezembro. Leva o nome da sociedade ou da marca do principal sócio, ou dos dois principais sócios, ou do um dos dois. A sua nacionalidade está determinada pela nacionalidade da maioria dos seus corredores

### Composição de uma equipa continental
Uma equipa continental está « constituída pelo conjunto dos corredores registados cerca da UCI como fazendo parte da sua equipa, do representante da equipa, dos patrocinadores e de todas outras pessoas contraídas pelo representante ou o patrocinador para assegurar de modo permanente o funcionamento da equipa ».
Uma equipa continental tem que contar 8 a 16 corredores, profissionais ou não, das categorias elites ou menos de 23 anos. Pode no entanto contar um máximo de quatro corredores adicionais especializados em outras disciplinas (ciclocross, BTT, corrida por pontos, scratch, perseguição, velocidade, americana), desde que estes corredores tenham figurado entre os 150 primeiros da classificação final UCI da sua disciplina durante a temporada precedente. A maioria dos corredores tem que ter menos de 28 anos

### Competições
As equipas continentais não podem  participar às carreiras da UCI World Tour. Dos corredores de equipas continentais podem no entanto fazer parte de uma equipa nacional que participa numa « prova julgada de importância estratégica para o desenvolvimento do ciclismo » em seu país
As equipas continentais podem tomar parte às provas das circuitos continentais de ciclismo. Finalmente, as equipas continentais podem participar às carreiras dos calendários nacionais, o que não é  o caso das equipas ProTour e dos equipas continentais profissionais

## Lista das equipas continentais
- Equipas ciclistas Continentais-Temporada de 2005, Equipas ciclistas Continentais-Temporada de 2006, Equipas ciclistas Continentais-Temporada de 2007, Equipas ciclistas Continentais-Temporada de 2008, Equipas ciclistas Continentais-Temporada de 2009,  Equipas ciclistas Continentais-Temporada de 2010, Equipas ciclistas Continentais-Temporada de 2011, Equipas ciclistas Continentais-Temporada de 2012, Equipas ciclistas Continentais-Temporada de 2013, Equipas ciclistas Continentais-Temporada de 2014, Equipas ciclistas Continentais-Temporada de 2015, Equipas ciclistas Continentais-Temporada de 2016, Equipas ciclistas Continentais-Temporada de 2017, Equipas ciclistas Continentais-Temporada de 2018, Equipas ciclistas Continentais-Temporada de 2019, Equipas ciclistas Continentais-Temporada de 2020